# Imerina Imady
Imerina Imady est une commune rurale malgache située dans la partie est de la région d'Amoron'i Mania.

## Géographie
Imerina Imady se trouve à environ 15 km à l'est d'Ambositra.